# Mount Mackellar
Mount Mackellar ist ein 4295 m hoher und massiger Berg in der antarktischen Ross Dependency. Er ragt 5 km südöstlich des Pagoda Peak am Kopfende des Mackellar-Gletschers in der Königin-Alexandra-Kette des Transantarktischen Gebirges auf. 
Teilnehmer der Nimrod-Expedition (1907–1909) unter der Leitung des britischen Polarforschers Ernest Shackleton entdeckten ihn. Benannt ist der Berg nach Campbell Duncan Mackellar (1859–1925), einem privaten Geldgeber zur Unterstützung der Expedition.